# Billy Bonds
William Arthur Bonds OBE (Woolwich, 17 september 1946) is een Engels voormalig voetbalcoach en voetballer die als centrale verdediger of als defensieve middenvelder speelde. Hij spendeerde nagenoeg zijn gehele carrière bij West Ham United. In 21 seizoenen speelde hij 799 officiële wedstrijden voor de club.

## Biografie
Bonds begon zijn carrière bij Charlton Athletic, waar hij doorstroomde vanuit de jeugd als 18-jarige, in 1964. Drie jaar later werd hij overgenomen door West Ham United, waar hij de rest van zijn loopbaan zou doorbrengen. Hij speelde 663 competitiewedstrijden voor The Hammers tussen 1967 en 1988 en scoorde 48 doelpunten.
Bonds won de FA Cup met West Ham United in 1975 en 1980, en was ook jarenlang aanvoerder van de club. Bonds werd aanvoerder na het afscheid van clublegende Bobby Moore in maart 1974. Hij verloor de finale van de UEFA Beker voor Bekerwinnaars van 1976 met West Ham. RSC Anderlecht won de beker met 2-4 cijfers vanwege uitblinker Swat Van der Elst. Bonds trad aan, ondanks een liesblessure. Hij speelde de volledige wedstrijd naast onder anderen Frank Lampard, Sr., de vader van Chelsea-icoon en voormalig West Ham United-speler Frank. Bonds was een steunpilaar in een ploeg die voornamelijk werd gedragen door sterspeler Trevor Brooking.
Bonds bleef actief als speler tot 1988 en stapte daarna het trainersvak in. Zo was hij vier jaar coach van West Ham United, van 1990 tot 1994. Hij leidde de club naar de Premier League in 1993. Drie jaar later nam Bonds het roer over bij Millwall, maar na een jaar was dit avontuur over. Bonds heeft sinds 1998 geen club getraind.
Op 2 maart 2019 doopte West Ham United de oostelijke tribune van het London Stadium om tot de "Billy Bonds Stand", in aanwezigheid van een ontroerde Bonds.

## Erelijst
West Ham United FC
- FA Cup

1975, 1980

## Trivia
- Bonds is samen met oud-teamgenoot Alvin Martin een van de weinige spelers en – evenals Martin – de enige West Ham United-speler die twee keer een testimonial heeft gekregen.